# Oleg
Oleg – rosyjskie imię męskie pochodzenia skandynawskiego (staronordyjskiego). Występuje ono także w innych językach wschodniosłowiańskich, a wywodzi się tam ze staroruskiego Ольгъ, zapożyczonego z kolei ze staronordyjskiego Helgi (por. staronorweskie heill „cieszący się pomyślnością, szczęśliwy”, niem. heilig „święty”).
W roku 1994 imię to występowało 321 w rejestrze PESEL jako pierwsze, natomiast w roku 2001 – 444.
Żeńskim odpowiednikiem jest Olga.
Oleg imieniny obchodzi: 14 stycznia, 7 maja, 8 czerwca, 11 września.

## Odpowiedniki w innych językach
- angielski: brak[1]
- białoruski: Алег (Aleh)
- francuski: Oleg[1]
- hiszpański: Oleg[1]
- łacina: Oleg[1]
- niemiecki: Helgi, Oleg[1]
- rosyjski: Олег (Oleg)[1]
- ukraiński: Олег (Ołeh)
- włoski: Oleg[1]

## Znane osoby noszące imię Oleg
- Oleg Antonow – radziecki konstruktor lotniczy.
- Oleg Pieńkowski (ur. 23 kwietnia 1919, zm. 1963) – wysoki oficer radzieckiego wywiadu wojskowego, aresztowany pod zarzutem szpiegostwa na rzecz Stanów Zjednoczonych i Wielkiej Brytanii w 1962 roku i następnie stracony.
- Oleg Svátek – czeski generał, uczestnik obu wojen światowych.

### Władcy
- Oleg Mądry
- Oleg Michał
- Oleg Światosławowic